# 蘇黎世湖白鮭
蘇黎世湖白鮭，為輻鰭魚綱鮭形目鮭科的一種，為溫帶淡水魚，分布於歐洲瑞士蘇黎世湖、Walenstadt、Pfäffikon及 Greiffensee湖流域，深度12-100公尺，體長可達42公分，棲息在底中層水域，生活習性不明。